# (7942) 1991 OK1
A (7942) 1991 OK1 a Naprendszer kisbolygóövében található aszteroida. Henri Debehogne fedezte fel 1991. július 18-án.